# Amparoa beloglossa
Amparoa es un género de orquídea epífita, monotípico con una única especie:  Amparoa beloglossa, que es originaria de México y Centroamérica.
Esta especie estuvo clasificada anteriormente en el género Odontoglossum.

## Distribución y hábitat
Se distribuye por México, Belice, Guatemala, Honduras, El Salvador, Nicaragua y Costa Rica en los bosques de pinos en alturas de 700 a 1850 m s. n. m.

## Descripción
Es una planta de tamaño pequeño a mediano que prefiere clima cálido a fresco, es epífita con pseudobulbo comprimido lateralmente y parcialmente envuelto por varias vainas, con una hoja apical delgada, estrechamente elíptica, aguda, dorsalmente carinada y peciolada que florece en una inflorescencia axilar de 30 cm de largo con 4 a 5  flores con diversas y apretadas brácteas ovales y con fragantes flores de 2 cm de ancho. La floración se produce en la primavera y el verano

## Taxonomía
Amparoa beloglossa fue descrito por (Rchb.f.) Schltr. y publicado en Repertorium Specierum Novarum Regni Vegetabilis, Beihefte 19: 65. 1923.
Etimología
Amparoa: nombre genérico que fue otorgado en homenaje a Doña Amparo de Zeledon, una entusiasta de las orquídeas de Costa Rica. 
beloglossa: epíteto latino que significa "hermoso labio".
Sinonimia
- Odontoglossum beloglossum Rchb.f. (1870).
- Amparoa costaricensis Schltr. (1923).
- Amparoa helleri Fritz Hamer (1982).[1]